# Estadio Metropolitano de Kalamata
El Estadio Metropolitano de Kalamata (en griego: Δημοτικό Στάδιο Καλαμάτας) es un estadio multiusos ubicado en la ciudad de Kalamata en Grecia.

## Historia
El Estadio Municipal fue construido en 1976 con el nombre original de "Estadio Municipal de Kalamata" en un área sin urbanizar, sin uso hasta entonces, cerca de la playa este de la ciudad. El propósito de su establecimiento fue aliviar la congestión del Estadio Messiniense de los partidos de fútbol, pero también crear un estadio con modernas instalaciones de atletismo. En 1976 se construyeron las dos gradas y se conformó la pista de atletismo. En 1983 se instaló la gramilla artificial. En 2001 se añadieron focos y en 2007 se instalaron asientos de plástico en las gradas reduciendo su capacidad de 5400 a 4500 espectadores.
Fue utilizado como sede del Kalamata FC hasta 1994 y de 2003 a 2010 así como de otros clubes de fútbol de la ciudad. También se ha utilizado ocasionalmente en partidos de selecciones nacionales de fútbol masculino, infantil y juvenil, pero sobre todo es el hervidero deportivo de la ciudad en los deportes clásicos. Su fundación dio como resultado la organización del encuentro anual de atletismo Papaflessia, que desde 1995 se ha convertido en internacional y se ha consolidado como uno de los mejores rallies deportivos que se celebran en Grecia.

## Récords de Asistencia
- 8 de febrero de 1995: (Amistoso internacional): Grecia-Rumania (1-0): 8000 espectadores.[1]
- 20 de abril de 2003 (Primera división): Olympiacos FC - AO Egaleo: 4286 espectadores.[2]

## Eventos
- Papaflessia: rally internacional anual de atletismo.
- Eliminatorias mundialistas: Grecia-Bosnia (3-0) (domingo 1 de septiembre de 1996).[3]
- Amistoso internacional: Grecia-Rumania (1-0) (miércoles 8 de febrero de 1995).
- Primer Partido Nacional : Olympiacos FC - AO Egaleo (20/4/2003).